# Xysticus
Xysticus C. L. Koch, 1835 è un genere di ragni appartenente alla famiglia Thomisidae.

## Caratteristiche
Nell'ambito dei Thomisidae è facile confondere le specie di questo genere con quelle di Ozyptila Lehtinen & Marusik, 2005. L'unico carattere distintivo macroscopico è la presenza di spine anteriori su tibia e metatarso, propria degli Xysticus, mentre Ozyptila ha solo due paia di spine sulla tibia.

## Distribuzione e habitat
Le 360 specie note di questo genere sono state rinvenute in tutti i continenti ad eccezione del poli: le specie dall'areale più vasto sono X. acquiescens, X. chippewa, X. labradorensis, X. luctuosus e X. obscurus, rinvenute in varie località della regione olartica.
Inoltre X. audax,  X. bifasciatus,  X. bonneti, X. cristatus, X. ferrugineus, X. gallicus, X. lanio, X. lineatus, X. luctator, X. ninnii, X. sabulosus, X. striatipes, X. ulmi e X. viduus sono state rinvenute in molte località dell'intera regione paleartica

## Tassonomia
Ritenuto sinonimo anteriore di Psammitis Menge, 1868 a seguito di un lavoro dell'aracnologo Ono (1988c), contra un analogo lavoro precedente dello stesso Ono (1978b) e, in particolare modo, a seguito di uno studio di Wunderlich (1987a), il quale considera il sottogenere Proxysticus Dalmas, 1922 (ritenuto come genere a sé da altri autori, fra cui Jézéquel (1964c)) come sinonimo più recente di Psammitis Menge, 1868 e ritiene quest'ultimo un genere a sé.
Il ripensamento dell'aracnologo Wunderlich's (1992a) riguardo al considerare Proxysticus un genere a sé non è seguito dallo stesso Wunderlich pochi anni dopo (1995F) e neanche in questa sede (a proposito vedi anche Lehtinen, 2002 e Jantscher, 2002)..
Non sono stati esaminati esemplari di questo genere dal 2014.

### Sottogeneri e gruppi
Fin dagli anni '30 del secolo scorso, la tassonomia degli Xysticus è stata oggetto di vari studi ed approfondimenti, dovuto anche al continuo accrescimento del numero di specie attribuite a questo genere. A volte seguendo caratteri macroscopici e, ultimamente, criteri filetici, sono state proposte le seguenti suddivisioni:
1. Simon, 1932[3]: suddivisione in 4 sottogruppi: cristatus, longipes, robustus e sabulosus[2]
2. Gertsch, 1939b[4]: suddivisione in 5 gruppi: cristatus, cunctator, concursus, robustus e sabulosus[2]
3. Gertsch, 1953[5]: suddivisione in 2 sottogeneri: Xysticus e Spiracme[2]
4. Schick, 1965[6]: suddivisione in 5 sottogeneri: Pellysticus, Lassysticus, Xysticus, Psammitis e Proxysticus[2]
5. Janstcher, 2002[7]: suddivisione in 3 gruppi: Xysticus sensu stricto (con rappresentante principale X. cristatus), Proxysticus (con rappresentante principale X. robustus), Psammitis (con rappresentante principale X. sabulosus)[2]

### Elenco specie valide

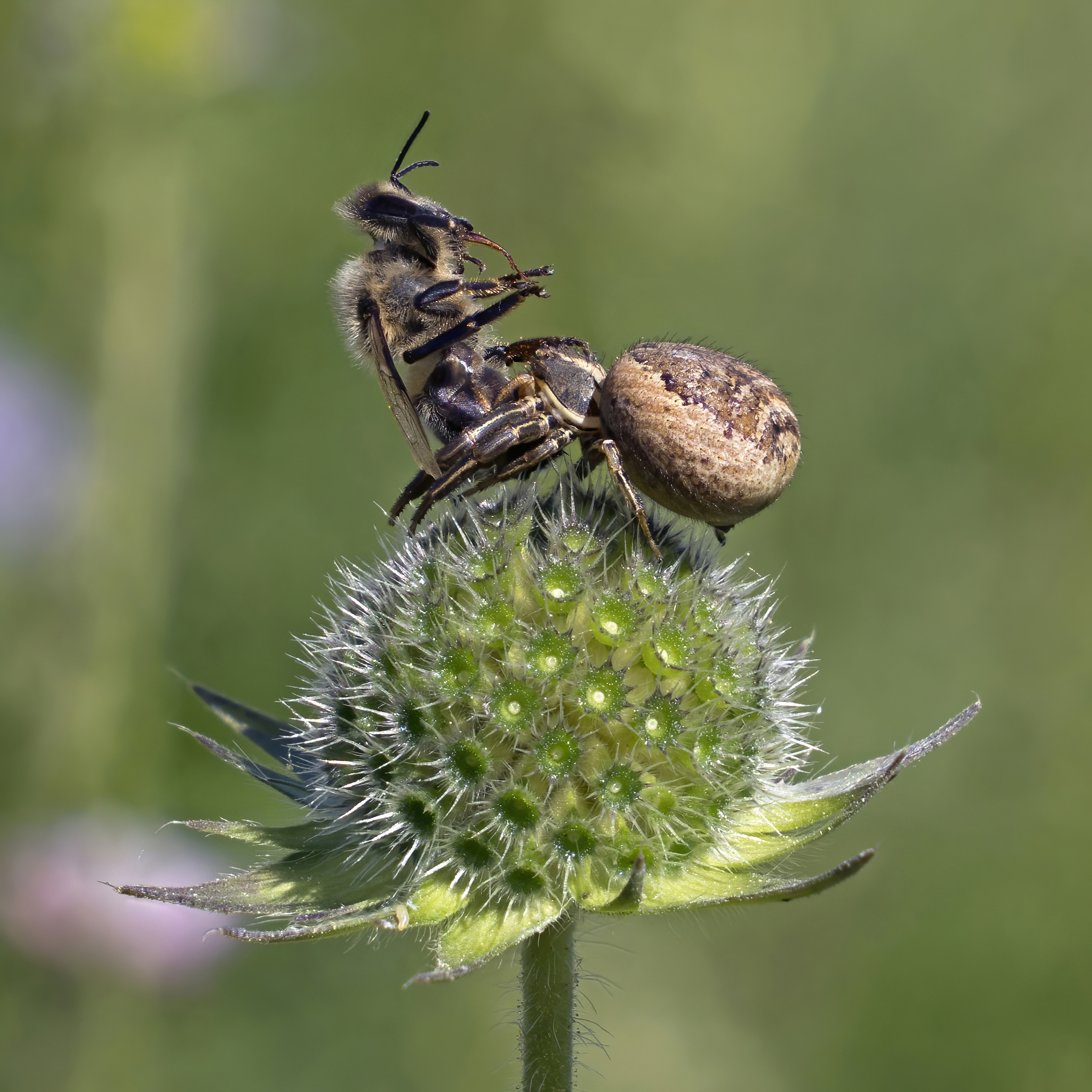
Una femmina del ragno Xysticus cristatus con la sua preda, un'ape carnica.

A gennaio 2015, si compone di 360 specie e 15 sottospecie:
1. Xysticus abditus Logunov, 2006 — Bulgaria, Turchia
2. Xysticus abramovi Marusik & Logunov, 1995 — Tagikistan
3. Xysticus acerbus Thorell, 1872 — dall'Europa all'Asia centrale
  - Xysticus acerbus obscurior Kulczynski, 1895 — Ucraina
4. Xysticus acquiescens Emerton, 1919 — Regione olartica
5. Xysticus advectus O. P.-Cambridge, 1890 — Guatemala, Costa Rica
6. Xysticus adzharicus Mcheidze, 1971 — Georgia
7. Xysticus aethiopicus L. Koch, 1875 — Etiopia
8. Xysticus albertensis Dondale, 2008 — Canada
9. Xysticus albidus Grese, 1909 — Europa settentrionale, Russia
10. Xysticus albolimbatus Hu, 2001 — Cina
11. Xysticus albomaculatus Kulczynski, 1891 — dalla Germania alla Russia
12. Xysticus alboniger Turnbull, Dondale & Redner, 1965 — USA, Canada
13. Xysticus aletaiensis Hu & Wu, 1989 — Cina
14. Xysticus alpicola Kulczynski, 1882 — Repubblica Ceca, Slovacchia, Polonia, Ucraina
15. Xysticus alpinistus Ono, 1978 — Nepal, Cina
16. Xysticus alsus Song & Wang, 1994 — Cina
17. Xysticus altaicus Simon, 1895 — Kazakistan
18. Xysticus altitudinis Levy, 1976 — Israele
19. Xysticus ampullatus Turnbull, Dondale & Redner, 1965 — USA, Canada
20. Xysticus anatolicus Demir, Aktas & Topçu, 2008 — Turchia
21. Xysticus apachecus Gertsch, 1933 — USA
22. Xysticus apalacheus Gertsch, 1953 — USA
23. Xysticus apertus Banks, 1898 — Messico
24. Xysticus apricus L. Koch, 1876 — Italia
25. Xysticus aprilinus Bryant, 1930 — USA
26. Xysticus arenarius Thorell, 1875 — Ucraina
27. Xysticus arenicola Simon, 1875 — Francia
28. Xysticus argenteus Jézéquel, 1966 — Costa d'Avorio
29. Xysticus asper (Lucas, 1838) — Isole Canarie
30. Xysticus atevs Ovtsharenko, 1979 — Russia
31. Xysticus atrimaculatus Bösenberg & Strand, 1906 — Cina, Corea, Giappone
32. Xysticus auctificus Keyserling, 1880 — USA, Canada
33. Xysticus audax (Schrank, 1803)[8] — Regione paleartica
  - Xysticus audax massanicus Simon, 1932 — Francia
34. Xysticus audaxoides Zhang, Zhang & Song, 2004 — Cina
35. Xysticus austrosibiricus Logunov & Marusik, 1998 — Russia, Mongolia
36. Xysticus autumnalis L. Koch, 1875 — Nuovo Galles del Sud
37. Xysticus aztecus Gertsch, 1953 — Messico
38. Xysticus bacurianensis Mcheidze, 1971 — Turchia, Russia, Georgia, Azerbaigian
39. Xysticus bakanas Marusik & Logunov, 1990 — Kazakistan
40. Xysticus baltistanus (Caporiacco, 1935) — Russia, Asia centrale, Mongolia, Cina
41. Xysticus banksi Bryant, 1933 — USA
42. Xysticus barbatus Caporiacco, 1936 — Libia
43. Xysticus benefactor Keyserling, 1880 — USA, Canada
44. Xysticus bengalensis Tikader & Biswas, 1974 — India
45. Xysticus bengdakus Saha & Raychaudhuri, 2007 — India
46. Xysticus beni Strand, 1913 —Africa centrale
47. Xysticus berlandi Schenkel, 1963 — Cina
48. Xysticus bermani Marusik, 1994 — Russia
49. Xysticus bharatae Gajbe & Gajbe, 1999 — India
50. Xysticus bicolor L. Koch, 1867 — Grecia
51. Xysticus bicuspis Keyserling, 1887 — USA
52. Xysticus bifasciatus C. L. Koch, 1837 — Regione paleartica
53. Xysticus bilimbatus L. Koch, 1875 — Nuovo Galles del Sud
54. Xysticus bimaculatus L. Koch, 1867 — Queensland
55. Xysticus bliteus (Simon, 1875) — Mediterraneo
56. Xysticus boesenbergi Charitonov, 1928 — Germania
57. Xysticus bohdanowiczi Zhang, Zhu & Song, 2004 — Cina
58. Xysticus bolivari Gertsch, 1953 — Messico
59. Xysticus bonneti Denis, 1938 — Regione paleartica
60. Xysticus bradti Gertsch, 1953 — Messico
61. Xysticus breviceps O. P.-Cambridge, 1885 — India
62. Xysticus brevidentatus Wunderlich, 1995 — Italia, Albania, Croazia, ex-Iugoslavia
63. Xysticus britcheri Gertsch, 1934 — Russia, Alaska, Canada, USA
64. Xysticus brunneitibiis Caporiacco, 1939 — Etiopia
65. Xysticus bufo (Dufour, 1820) — Mediterraneo
66. Xysticus californicus Keyserling, 1880 — USA
67. Xysticus canadensis Gertsch, 1934 — Russia, USA, Canada
68. Xysticus canariensis (Wunderlich, 1987) — Isole Canarie
69. Xysticus caperatoides Levy, 1976 — Israele
70. Xysticus caperatus Simon, 1875 — Mediterraneo, Russia
71. Xysticus caspicus Utochkin, 1968 — Russia, Turkmenistan
72. Xysticus caucasius L. Koch, 1878 — Georgia
73. Xysticus chaparralis Schick, 1965 — USA
74. Xysticus charitonowi Mcheidze, 1971 — Georgia
75. Xysticus chippewa Gertsch, 1953 — Regione olartica
76. Xysticus chui Ono, 1992 — Taiwan
77. Xysticus clavulus (Wunderlich, 1987) — Isole Canarie
78. Xysticus clercki (Audouin, 1826) — Egitto, Etiopia
79. Xysticus cochise Gertsch, 1953 — USA
80. Xysticus coloradensis Bryant, 1930 — USA
81. Xysticus concinnus Kroneberg, 1875 — Asia centrale
82. Xysticus concretus Utochkin, 1968 — Russia, Cina, Corea, Giappone
83. Xysticus concursus Gertsch, 1934 — USA
84. Xysticus conflatus Song, Tang & Zhu, 1995 — Cina
85. Xysticus connectens Kulczynski, 1901 — Cina
86. Xysticus cor Canestrini, 1873 — Europa meridionale, Isole Azzorre
87. Xysticus corsicus Simon, 1875 — Corsica
88. Xysticus courti Marusik & Omelko, 2014 — Cina
89. Xysticus cribratus Simon, 1885 — dal Mediterraneo alla Cina, Sudan
90. Xysticus crispabilis Song & Gao, 1996 — Cina
91. Xysticus cristatus (Clerck, 1757) — Regione paleartica
92. Xysticus croceus Fox, 1937 — India, Nepal, Bhutan, Cina, Corea, Taiwan, Giappone
93. Xysticus cunctator Thorell, 1877 — USA, Canada
94. Xysticus curtus Banks, 1898 — Messico
95. Xysticus daisetsuzanus Ono, 1988 — Giappone
96. Xysticus dali Li & Yang, 2008 — Cina
97. Xysticus davidi Schenkel, 1963 — Russia, Cina
98. Xysticus deichmanni Sørensen, 1898 — Canada, Alaska, Groenlandia
99. Xysticus demirsoyi Demir, Topçu & Türkes, 2006 — Turchia
100. Xysticus denisi Schenkel, 1963 — Cina
101. Xysticus desidiosus Simon, 1875 — Europa
102. Xysticus discursans Keyserling, 1880 — America settentrionale
103. Xysticus diversus (Blackwall, 1870) — Sicilia
104. Xysticus dolpoensis Ono, 1978 — Nepal, Cina
105. Xysticus doriai (Dalmas, 1922) — Italia
106. Xysticus durus (Sørensen, 1898) — USA, Canada, Groenlandia
107. Xysticus dzhungaricus Tyschchenko, 1965 — Russia, dall'Asia centrale alla Cina
108. Xysticus edax (O. P.-Cambridge, 1872) — Israele
109. Xysticus egenus Simon, 1886 — Africa occidentale
110. Xysticus elegans Keyserling, 1880 — USA, Canada, Alaska
111. Xysticus elephantus Ono, 1978 — Nepal, Cina
112. Xysticus ellipticus Turnbull, Dondale & Redner, 1965 — USA, Canada
113. Xysticus emertoni Keyserling, 1880 — USA, Canada, Alaska, dalla Slovacchia alla Cina
114. Xysticus ephippiatus Simon, 1880 — Russia, Asia centrale, Mongolia, Cina, Corea, Giappone
115. Xysticus erraticus (Blackwall, 1834) — Europa, Russia
116. Xysticus facetus O. P.-Cambridge, 1896 — dal Messico ad El Salvador
117. Xysticus fagei Lessert, 1919 — Africa orientale
118. Xysticus federalis Gertsch, 1953 — Messico
119. Xysticus ferox (Hentz, 1847) — USA, Canada
120. Xysticus ferrugineus Menge, 1876 — Regione paleartica
121. Xysticus ferruginoides Schenkel, 1963 — Russia, Mongolia
122. Xysticus ferus O. P.-Cambridge, 1876 — Cipro, Egitto, Israele
123. Xysticus fervidus Gertsch, 1953 — USA, Canada
124. Xysticus fienae (Jocqué, 1993) — Spagna
125. Xysticus flavitarsis Simon, 1877 — Congo
126. Xysticus flavovittatus Keyserling, 1880 — USA
127. Xysticus floridanus Banks, 1896 — USA
128. Xysticus fraternus Banks, 1895 — USA, Canada
129. Xysticus fuerteventurensis (Wunderlich, 1992) — Isole Canarie
130. Xysticus funestus Keyserling, 1880 — America settentrionale
131. Xysticus furtivus Gertsch, 1936 — USA
132. Xysticus gallicus Simon, 1875 — Regione paleartica
  - Xysticus gallicus batumiensis Mcheidze & Utochkin, 1971 — Georgia
133. Xysticus gattefossei Denis, 1956 — Marocco
134. Xysticus geometres L. Koch, 1874 — Queensland
135. Xysticus gertschi Schick, 1965 — America settentrionale
136. Xysticus ghigii Caporiacco, 1938 — Messico
137. Xysticus gobiensis Marusik & Logunov, 2002 — Russia, Mongolia, Cina
138. Xysticus gortanii Caporiacco, 1922 — Italia
139. Xysticus gosiutus Gertsch, 1932 — USA, Canada
140. Xysticus gracilis Keyserling, 1880 — Colombia
141. Xysticus graecus C. L. Koch, 1837 — Mediterraneo orientale, Russia
142. Xysticus grallator Simon, 1932 — Spagna, Corsica
143. Xysticus grohi (Wunderlich, 1992) — Madeira
144. Xysticus guizhou Song & Zhu, 1997 — Cina
145. Xysticus gulosus Keyserling, 1880 — America settentrionale
146. Xysticus havilandi Lawrence, 1942 — Sudafrica
147. Xysticus hedini Schenkel, 1936 — Russia, Mongolia, Cina, Corea, Giappone
148. Xysticus helophilus Simon, 1890 — Yemen
149. Xysticus hepaticus Simon, 1903 — Madagascar
150. Xysticus himalayaensis Tikader & Biswas, 1974 — India
151. Xysticus hindusthanicus Basu, 1965 — India
152. Xysticus hui Platnick, 1993 — Cina
153. Xysticus humilis Redner & Dondale, 1965 — USA
154. Xysticus ibex Simon, 1875 — Francia, Spagna
  - Xysticus ibex dalmasi Simon, 1932 — Francia
155. Xysticus ictericus L. Koch, 1874 — Isole Figi
156. Xysticus idolothytus Logunov, 1995 — Kazakistan, Mongolia
157. Xysticus illaudatus Logunov, 1995 — Russia
158. Xysticus imitarius Gertsch, 1953 — USA
159. Xysticus indiligens (Walckenaer, 1837) — USA
160. Xysticus insulicola Bösenberg & Strand, 1906 — Cina, Corea, Giappone
161. Xysticus iviei Schick, 1965 — USA
  - Xysticus iviei sierrensis Schick, 1965 — USA
162. Xysticus jabalpurensis Gajbe & Gajbe, 1999 — India
163. Xysticus jaharai Basu, 1979 — India
164. Xysticus japenus Roewer, 1938 — Indonesia
165. Xysticus jiangi Peng, Yin & Kim, 2000 — Cina
166. Xysticus jinlin Song & Zhu, 1995 — Cina
167. Xysticus joyantius Tikader, 1966 — India
168. Xysticus jugalis L. Koch, 1875 — Etiopia
  - Xysticus jugalis larvatus Caporiacco, 1949 — Kenya
169. Xysticus kalandadzei Mcheidze & Utochkin, 1971 — Georgia
170. Xysticus kali Tikader & Biswas, 1974 — India
171. Xysticus kamakhyai Tikader, 1962 — India
172. Xysticus kashidi Tikader, 1963 — India
173. Xysticus kaznakovi Utochkin, 1968 — Asia centrale
174. Xysticus kempeleni Thorell, 1872 — dall'Europa all'Asia centrale
  - Xysticus kempeleni nigriceps Simon, 1932 — Francia
175. Xysticus keyserlingi Bryant, 1930 — USA, Canada
176. Xysticus khasiensis Tikader, 1980 — India
177. Xysticus kochi Thorell, 1872 — Europa, dal Mediterraneo all'Asia centrale
  - Xysticus kochi abchasicus Mcheidze & Utochkin, 1971 — Georgia
178. Xysticus krakatauensis Bristowe, 1931 — Isola di Krakatoa
179. Xysticus kulczynskii Wierzbicki, 1902 — Azerbaigian, Iran
180. Xysticus kurilensis Strand, 1907 — Russia, Cina, Corea, Giappone
181. Xysticus kuzgi Marusik & Logunov, 1990 — Asia centrale
182. Xysticus labradorensis Keyserling, 1887 — Regione olartica
183. Xysticus laetus Thorell, 1875 — dall'Italia all'Asia centrale
184. Xysticus lalandei (Audouin, 1826) — Egitto, Israele
185. Xysticus lanio C. L. Koch, 1835 — Regione paleartica
  - Xysticus lanio alpinus Kulczynski, 1887 — Austria
186. Xysticus lanzarotensis (Wunderlich, 1992) — Isole Canarie
187. Xysticus lapidarius Utochkin, 1968 — Asia centrale
188. Xysticus lassanus Chamberlin, 1925 — USA, Messico
189. Xysticus laticeps Bryant, 1933 — USA, Cuba
190. Xysticus latitabundus Logunov, 1995 — Russia
191. Xysticus lehtineni Fomichev, Marusik & Koponen, 2014 — Russia
192. Xysticus lendli Kulczynski, 1897 — Ungheria
193. Xysticus lepnevae Utochkin, 1968 — Russia, Corea, Isola di Sakhalin
194. Xysticus lesserti Schenkel, 1963 — Cina
195. Xysticus lindbergi Roewer, 1962 — Afghanistan
196. Xysticus lineatus (Westring, 1851) — Regione paleartica
197. Xysticus locuples Keyserling, 1880 — USA, Canada
198. Xysticus loeffleri Roewer, 1955 — Asia centrale
199. Xysticus logunovi Seyfulina & Mikhailov, 2004 — Russia
200. Xysticus logunovi Ono & Martens, 2005 — Iran
201. Xysticus lucifugus Lawrence, 1937 — Sudafrica
202. Xysticus luctans (C. L. Koch, 1845) — USA, Canada
203. Xysticus luctator L. Koch, 1870 — Regione paleartica
204. Xysticus luctuosus (Blackwall, 1836) — Regione olartica
205. Xysticus lutzi Gertsch, 1935 — USA, Messico
206. Xysticus macedonicus Silhavy, 1944 — Germania, Svizzera, Austria, Macedonia, Turchia
207. Xysticus maculatipes Roewer, 1962 — Afghanistan
208. Xysticus maculiger Roewer, 1951 — Yarkand (Cina)
209. Xysticus madeirensis (Wunderlich, 1992) — Madeira
210. Xysticus manas Song & Zhu, 1995 — Cina
211. Xysticus marmoratus Thorell, 1875 — Ungheria, Slovacchia, Bulgaria, Russia, Ucraina
212. Xysticus martensi Ono, 1978 — Nepal
213. Xysticus marusiki Ono & Martens, 2005 — Iran
214. Xysticus minor Charitonov, 1946 — Asia centrale
215. Xysticus mongolicus Schenkel, 1963 — Kazakistan, Mongolia, Cina
216. Xysticus montanensis Keyserling, 1887 — USA, Canada, Alaska
217. Xysticus mugur Marusik, 1990 — Russia
218. Xysticus mulleri Lawrence, 1952 — Sudafrica
219. Xysticus multiaculeatus Caporiacco, 1940 — Etiopia
220. Xysticus mundulus O. P.-Cambridge, 1885 — Yarkand (Cina)
221. Xysticus namaquensis Simon, 1910 — Sudafrica
222. Xysticus natalensis Lawrence, 1938 — Sudafrica
223. Xysticus nataliae Utochkin, 1968 — Russia
224. Xysticus nebulo Simon, 1909 — Vietnam
225. Xysticus nenilini Marusik, 1989 — Russia, Mongolia
226. Xysticus nepalhimalaicus Ono, 1978 — Nepal
227. Xysticus nevadensis (Keyserling, 1880) — USA
228. Xysticus nigriceps Berland, 1922 — Africa orientale
229. Xysticus nigromaculatus Keyserling, 1884 — USA, Canada
230. Xysticus nigropunctatus L. Koch, 1867 — Queensland
231. Xysticus nigrotrivittatus (Simon, 1870) — Portogallo, Spagna
232. Xysticus ninnii Thorell, 1872 — Regione paleartica
  - Xysticus ninnii fusciventris Crome, 1965 — dall'Europa orientale alla Mongolia
233. Xysticus nitidus Hu, 2001 — Cina
234. Xysticus nubilus Simon, 1875 — Mediterraneo, Isole Azzorre, Isole dell'Atlantico orientale
235. Xysticus nyingchiensis Song & Zhu, 1995 — Cina
236. Xysticus obesus Thorell, 1875 — Russia, Ucraina
237. Xysticus obscurus Collett, 1877 — Regione olartica
238. Xysticus ocala Gertsch, 1953 — USA
239. Xysticus orizaba Banks, 1898 — Messico
240. Xysticus ovadan Marusik & Logunov, 1995 — Turkmenistan
241. Xysticus ovatus Simon, 1876 — Francia
242. Xysticus ovcharenkoi Marusik & Logunov, 1990 — Asia centrale
243. Xysticus paiutus Gertsch, 1933 — USA, Messico
244. Xysticus palawanicus Barrion & Litsinger, 1995 — Filippine
245. Xysticus palpimirabilis Marusik & Chevrizov, 1990 — Kyrgyzstan
246. Xysticus paniscus L. Koch, 1875 — Germania
247. Xysticus parallelus Simon, 1873 — Corsica, Sardegna
248. Xysticus parapunctatus Song & Zhu, 1995 — Cina
249. Xysticus pearcei Schick, 1965 — USA
250. Xysticus peccans O. P.-Cambridge, 1876 — Egitto
251. Xysticus pellax O. P.-Cambridge, 1894 — America settentrionale
252. Xysticus peltiformus Zhang, Zhu & Song, 2004 — Cina
253. Xysticus peninsulanus Gertsch, 1934 — USA
254. Xysticus periscelis Simon, 1908 — Australia occidentale
255. Xysticus pieperi Ono & Martens, 2005 — Iran
256. Xysticus pigrides Mello-Leitão, 1929 — Isole Capo Verde (Oceano Atlantico)
257. Xysticus pingshan Zhang, Zhu & Song, 2004 — Cina
258. Xysticus pinocorticalis (Wunderlich, 1992) — Isole Canarie
259. Xysticus posti Sauer, 1968 — USA
260. Xysticus potamon Ono, 1978 — Nepal
261. Xysticus pretiosus Gertsch, 1934 — USA, Canada
262. Xysticus promiscuus O. P.-Cambridge, 1876 — Egitto, Israele
263. Xysticus pseudobliteus (Simon, 1880) — Russia, Kazakistan, Mongolia, Cina, Corea
264. Xysticus pseudocristatus Azarkina & Logunov, 2001 — dall'Asia centrale alla Cina
265. Xysticus pseudolanio Wunderlich, 1995 — Turchia
266. Xysticus pseudoluctuosus Marusik & Logunov, 1995 — Tagikistan
267. Xysticus pseudorectilineus (Wunderlich, 1995) — Turchia
268. Xysticus pulcherrimus Keyserling, 1880 — Colombia
269. Xysticus punctatus Keyserling, 1880 — USA, Canada
270. Xysticus pygmaeus Tyschchenko, 1965 — Kazakistan
271. Xysticus pynurus Tikader, 1968 — India
272. Xysticus quadratus Tang & Song, 1988 — Cina
273. Xysticus quadrispinus Caporiacco, 1933 — Libia
  - Xysticus quadrispinus concolor Caporiacco, 1933 — Libia
274. Xysticus quagga Jocqué, 1977 — Marocco
275. Xysticus rainbowi Strand, 1901 — Nuova Guinea
276. Xysticus rectilineus (O. P.-Cambridge, 1872) — Siria, Libano, Israele
277. Xysticus robinsoni Gertsch, 1953 — USA, Messico
278. Xysticus robustus (Hahn, 1832) — dall'Europa all'Asia centrale
  - Xysticus robustus strandianus Ermolajev, 1937 — Russia
279. Xysticus rockefelleri Gertsch, 1953 — Messico
280. Xysticus roonwali Tikader, 1964 — India, Nepal
281. Xysticus rostratus Ono, 1988 — Russia, Giappone
282. Xysticus rugosus Buckle & Redner, 1964 — Russia, Canada, USA
283. Xysticus ryukyuensis Ono, 2002 — Isole Ryukyu
284. Xysticus sabulosus (Hahn, 1832) — Regione paleartica
  - Xysticus sabulosus occidentalis Kulczynski, 1916 — Francia
285. Xysticus saganus Bösenberg & Strand, 1906 — Russia, Cina, Corea, Giappone
286. Xysticus sagittifer Lawrence, 1927 — Namibia
287. Xysticus sansan Levy, 2007 — Israele
288. Xysticus sardiniensis (Wunderlich, 1995) — Sardegna
289. Xysticus schoutedeni Lessert, 1943 — Congo
290. Xysticus secedens L. Koch, 1876 — Austria, Penisola balcanica
291. Xysticus semicarinatus Simon, 1932 — France, Spagna, Portogallo
292. Xysticus seserlig Logunov & Marusik, 1994 — Russia, Mongolia
293. Xysticus setiger O. P.-Cambridge, 1885 — Pakistan, India
294. Xysticus sharlaa Marusik & Logunov, 2002 — Russia
295. Xysticus shillongensis Tikader, 1962 — India
296. Xysticus shyamrupus Tikader, 1966 — India
297. Xysticus sibiricus Kulczynski, 1908 — Russia
298. Xysticus siciliensis Wunderlich, 1995 — Sicilia
299. Xysticus sicus Fox, 1937 — Russia, Cina, Corea
300. Xysticus sikkimus Tikader, 1970 — India, Cina
301. Xysticus silvestrii Simon, 1905 — Argentina
302. Xysticus simonstownensis Strand, 1909 — Sudafrica
303. Xysticus simplicipalpatus Ono, 1978 — Nepal, Bhutan
304. Xysticus sinaiticus Levy, 1999 — Egitto
305. Xysticus sjostedti Schenkel, 1936 — Russia, Mongolia
306. Xysticus slovacus Svaton, Pekár & Pridavka, 2000 — Slovacchia, Russia
307. Xysticus soderbomi Schenkel, 1936 — Mongolia, Cina
308. Xysticus soldatovi Utochkin, 1968 — Russia, Cina
309. Xysticus spasskyi Utochkin, 1968 — Russia
310. Xysticus sphericus (Walckenaer, 1837) — USA
311. Xysticus spiethi Gertsch, 1953 — Messico
312. Xysticus squalidus Simon, 1883 — Isole Canarie, Madeira
313. Xysticus strandi Kolosváry, 1934 — Ungheria
314. Xysticus striatipes L. Koch, 1870 — Regione paleartica
315. Xysticus subjugalis Strand, 1906 — Etiopia
  - Xysticus subjugalis nigerrimus Caporiacco, 1941 — Etiopia
316. Xysticus tampa Gertsch, 1953 — USA
317. Xysticus tarcos L. Koch, 1875 — Etiopia
318. Xysticus taukumkurt Marusik & Logunov, 1990 — Kazakistan
319. Xysticus tenebrosus Silhavy, 1944 — Mediterraneo orientale
  - Xysticus tenebrosus ohridensis Silhavy, 1944 — Macedonia
320. Xysticus tenuiapicalis Demir, 2012 — Turchia
321. Xysticus texanus Banks, 1904 — USA, Messico
322. Xysticus thessalicoides Wunderlich, 1995 — Grecia, Creta, Turchia
323. Xysticus thessalicus Simon, 1916 — Penisola balcanica, Grecia, Turchia, Israele
324. Xysticus tikaderi Bhandari & Gajbe, 2001 — India
325. Xysticus toltecus Gertsch, 1953 — Messico
326. Xysticus torsivoides Song & Zhu, 1995 — Cina
327. Xysticus torsivus Tang & Song, 1988 — Cina
328. Xysticus tortuosus Simon, 1932 — dal Portogallo all'Austria, Marocco, Algeria
329. Xysticus transversomaculatus Bösenberg & Strand, 1906 — Giappone
330. Xysticus triangulosus Emerton, 1894 — USA, Canada, Alaska
331. Xysticus triguttatus Keyserling, 1880 — USA, Canada
332. Xysticus tristrami (O. P.-Cambridge, 1872) — dall'Arabia Saudita all'Asia centrale
333. Xysticus trizonatus Ono, 1988 — Giappone
334. Xysticus tsanghoensis Hu, 2001 — Cina
335. Xysticus tugelanus Lawrence, 1942 — Sudafrica
336. Xysticus turkmenicus Marusik & Logunov, 1995 — Asia centrale
337. Xysticus turlan Marusik & Logunov, 1990 — Asia centrale
338. Xysticus tyshchenkoi Marusik & Logunov, 1995 — Asia centrale
339. Xysticus ukrainicus Utochkin, 1968 — Russia, Georgia
340. Xysticus ulkan Marusik & Logunov, 1990 — Russia, Kyrgyzstan
341. Xysticus ulmi (Hahn, 1831) — Regione paleartica
342. Xysticus urbensis Lawrence, 1952 — Sudafrica
343. Xysticus urgumchak Marusik & Logunov, 1990 — Asia centrale
344. Xysticus vachoni Schenkel, 1963 — Russia, Kazakistan, Mongolia, Giappone
345. Xysticus variabilis Keyserling, 1880 — USA
346. Xysticus verecundus Gertsch, 1934 — Messico
347. Xysticus verneaui Simon, 1883 — Isole Canarie, Madeira
348. Xysticus viduus Kulczynski, 1898 — Regione paleartica
349. Xysticus viveki Gajbe, 2005 — India
350. Xysticus wagneri Gertsch, 1953 — Messico
351. Xysticus walesianus Karsch, 1878 — Nuovo Galles del Sud
352. Xysticus winnipegensis Turnbull, Dondale & Redner, 1965 — Canada
353. Xysticus wuae Song & Zhu, 1995 — Cina
354. Xysticus wunderlichi Logunov, Marusik & Trilikauskas, 2001 — Russia
355. Xysticus xerodermus Strand, 1913 — Turchia, Israele
356. Xysticus xiningensis Hu, 2001 — Cina
357. Xysticus xizangensis Tang & Song, 1988 — Cina
358. Xysticus xysticiformis (Caporiacco, 1935) — Asia centrale, Cina
359. Xysticus yogeshi Gajbe, 2005 — India
360. Xysticus zonshteini Marusik, 1989 — Kyrgyzstan, Tagikistan

### Specie trasferite
- Xysticus coronatus (Grube, 1861); trasferita al genere Lysiteles Simon, 1895[1]
- Xysticus cruentatus L. Koch, 1874; trasferita al genere Diaea Thorell, 1869
- Xysticus daemeli L. Koch, 1874; trasferita al genere Diaea Thorell, 1869
- Xysticus hainanus Song, 1994; trasferita al genere Sinothomisus Tang et al., 2006
- Xysticus inaequalis Kulczynski, 1901; trasferita al genere Ozyptila Lehtinen & Marusik, 2005
- Xysticus inornatus L. Koch, 1876; trasferita al genere Diaea Thorell, 1869
- Xysticus japonicus (Simon, 1886); trasferita al genere Bassaniana Strand, 1928
- Xysticus kansuensis Tang, Song & Zhu, 1995; trasferita al genere Ozyptila Lehtinen & Marusik, 2005
- Xysticus mandali Tikader, 1966; trasferita al genere Lysiteles Simon, 1895
- Xysticus melancholicus (Simon, 1880); trasferita al genere Coriarachne Thorell, 1870
- Xysticus minimus Schenkel, 1953; trasferita al genere Lysiteles Simon, 1895
- Xysticus minutus Tikader, 1960; trasferita al genere Indoxysticus Benjamin & Jaleel, 2010
- Xysticus pavesii O. Pickard-Cambridge, 1873; trasferita al genere Ebrechtella Dahl, 1907
- Xysticus pichoni Schenkel, 1963; trasferita al genere Bassaniana Strand, 1928
- Xysticus pilula L. Koch, 1867; trasferita al genere Diaea Thorell, 1869
- Xysticus polonicus Taczanowski, 1867; trasferita al genere Tmarus Simon, 1875
- Xysticus sapporensis Saito, 1934; trasferita al genere Lysiteles Simon, 1895

### Sinonimi
- Xysticus acerboides Schenkel, 1963; posto in sinonimia con X. pseudobliteus (Simon, 1880) a seguito di un lavoro degli aracnologi Song & Hubert del 1983, quando era nel genere Ozyptila[1].
- Xysticus afghanus Roewer, 1962; posto in sinonimia con X. loeffleri Roewer, 1955 a seguito di uno studio di Marusik & Logunov (1995a).
- Xysticus albomarginatus Tang & Song, 1988; posto in sinonimia con X. baltistanus (Caporiacco, 1935) a seguito di uno studio di Marusik & Logunov del 1990.
- Xysticus albovittatus Schenkel, 1938; posto in sinonimia con X. nigrovittatus (Simon, 1870) a seguito di un lavoro di Machado del 1941.
- Xysticus amuricus Seyfulina & Mikhailov, 2004; posto in sinonimia con X. ferruginoides Schenkel, 1963 a seguito di un lavoro di Seyfulina del 2006.
- Xysticus arizonicus Gertsch, 1939; posto in sinonimia con X. lutzi Gertsch, 1935 a seguito di considerazioni dell'aracnologo Gertsch espresse in un lavoro di Schick del 1965.
- Xysticus asiaticus Nosek, 1905; posto in sinonimia con X. luctator L. Koch, 1870 a seguito di un lavoro di Wunderlich (1995F).
- Xysticus augur Strand, 1900; posto in sinonimia con X. cristatus (Clerck, 1757) a seguito di un lavoro dell'aracnologo Tambs-Lyche del 1942.
- Xysticus austerus L. Koch, 1879; posto in sinonimia con X. obscurus Collett, 1877 a seguito di uno studio di Holm del 1973.
- Xysticus bifidus Paik, 1973; posto in sinonimia con X. hedini Schenkel, 1936 a seguito di un lavoro di Marusik (1989b).
- Xysticus bifurcus Paik, 1973; posto in sinonimia con X. insulicola Bösenberg & Strand, 1906 a seguito di uno studio di Ono (1988c) per il solo esemplare maschile. L'esemplare femminile è stato posto in sinonimia con X. concretus.
- Xysticus bonneti Schenkel, 1963; posto in sinonimia con X. pseudobliteus (Simon, 1880) a seguito di un lavoro degli aracnologi Song & Hubert del 1983, quando era attribuito al genere Ozyptila.
- Xysticus calenzanae Kraus, 1955; posto in sinonimia con X. kochi Thorell, 1872 a seguito di uno studio di Wunderlich (1995F).
- Xysticus cambridgei (Blackwall, 1859); posto in sinonimia con X. sabulosus (Hahn, 1832) a seguito di un lavoro degli aracnologi Locket & Millidge del 1951, che non è stato preso in considerazione da Roewer, sulla falsariga di O. Pickard-Cambridge, 1900, dopo aver esaminato il solo olotipo femminile; mentre l'esemplare maschile, come indicato in O. Pickard-Cambridge, 1870, è stato posto in sinonimia con X. luctator.
- Xysticus chaffanjoni Schenkel, 1963; posto in sinonimia con Xysticus pseudobliteus (Simon, 1880) a seguito di uno studio di Song & Hubert del 1983, quando era ascritto al genere Ozyptila.
- Xysticus challengeri Denis, 1941; posto in sinonimia con X. squalidus Simon, 1883 a seguito di un lavoro di Wunderlich (1987a).
- Xysticus coreanus (Paik, 1974): trasferito dal genere Ozyptila e posto in sinonimia con Xysticus pseudobliteus (Simon, 1880) a seguito di uno studio di Zhang del 1987.
- Xysticus crassus Tyschchenko, 1965; posto in sinonimia con Xysticus pseudobliteus (Simon, 1880) a seguito di un lavoro degli aracnologi Marusik & Logunov (1995a), quando era ascritto al genere Ozyptila.
- Xysticus dichotomus Paik, 1973; posto in sinonimia con X. concretus Utochkin, 1968 a seguito di un lavoro degli aracnologi Marusik & Logunov del 1996.
- Xysticus dissimilis Zhu & Wang, 1963; posto in sinonimia con X. emertoni Keyserling, 1880 a seguito di un lavoro di Tang & Song (1988c), quando gli esemplari erano denominati X. excellens.
- Xysticus dondalei Marusik, 1988; posto in sinonimia con X. baltistanus (Caporiacco, 1935) a seguito di uno studio di Marusik & Logunov del 1990.
- Xysticus embriki Kolosváry, 1935; posto in sinonimia con X. marmoratus Thorell, 1875 a seguito di uno studio di Bosmans et al., del 2013.
- Xysticus excavatus Schenkel, 1963; posto in sinonimia con X. davidi Schenkel, 1963 a seguito di un lavoro degli aracnologi Marusik & Omelko (2014a).
- Xysticus excellens Kulczynski, 1885; posto in sinonimia con X. emertoni Keyserling, 1880 a seguito di un lavoro di Holm del 1973.
- Xysticus fagei Schenkel, 1963; posto in sinonimia con X. ephippiatus Simon, 1880 a seguito di uno studio di Marusik & Omelko (2014a).
- Xysticus furcillifer Schenkel, 1936; posto in sinonimia con X. xysticiformis (Caporiacco, 1935) a seguito di un lavoro degli aracnologi Marusik & Logunov (1995a).
- Xysticus gymnocephalus Strand, 1915; posto in sinonimia con X. marmoratus Thorell, 1875 a seguito di ul lavoro di Bosmans et al. del 2013.
- Xysticus hotingchiehi Schenkel, 1963; posto in sinonimia con X. davidi Schenkel, 1963 a seguito di un lavoro di Marusik & Omelko (2014a).
- Xysticus jacuticus Utochkin, 1968; posto in sinonimia con X. vachoni Schenkel, 1963 a seguito di un lavoro di Marusik (1989a).
- Xysticus jezequeli Karol, 1966; posto in sinonimia con X. marmoratus Thorell, 1875 a seguito di un lavoro di Assi del 1986.
- Xysticus johannislupi Denis, 1952; posto in sinonimia con X. bonneti Denis, 1938 a seguito di un lavoro di Heimer & Nentwig del 1991.
- Xysticus kiritschenkoi Utochkin, 1968; posto in sinonimia con X. dzhungaricus Tyschchenko, 1965 a seguito di un lavoro di Marusik & Logunov (1995a).
- Xysticus knowltoni Gertsch, 1939; posto in sinonimia con X. nevadensis (Keyserling, 1880) a seguito di un lavoro di Dondale & Redner (1975a).
- Xysticus lectus Utochkin, 1968; posto in sinonimia con X. britcheri Gertsch, 1934 a seguito di un lavoro di Marusik (1989a).
- Xysticus leechi Turnbull, Dondale & Redner, 1965; posto in sinonimia con X. keyserlingi Bryant, 1930 a seguito di un lavoro di Reeves et al., del 1984.
- Xysticus lucasi Schmidt, 1968; posto in sinonimia con X. verneaui Simon, 1883 a seguito di un lavoro di Wunderlich (1992a).
- Xysticus lutulentus Gertsch, 1934; posto in sinonimia con X. luctuosus (Blackwall, 1836) a seguito di un lavoro di Turnbull, Dondale & Redner del 1965.
- Xysticus maderianus Kulczynski, 1899; posto in sinonimia con X. verneaui Simon, 1883 a seguito di un lavoro di Wunderlich (1992a).
- Xysticus malkini Gertsch, 1953; posto in sinonimia con X. locuples Keyserling, 1880 a seguito di un lavoro di Schick del 1965.
- Xysticus montanus Nosek, 1905; posto in sinonimia con X. kochi Thorell, 1872 a seguito di un lavoro di Wunderlich (1995F).
- Xysticus nicholsi Gertsch, 1939; posto in sinonimia con X. triangulosus Emerton, 1894 a seguito di un lavoro di Turnbull, Dondale & Redner del 1965.
- Xysticus norvegicus Strand, 1900; posto in sinonimia con X. bifasciatus C. L. Koch, 1837 a seguito di un lavoro di Tambs-Lyche del 1942.
- Xysticus noseki Roewer, 1951; posto in sinonimia con X. kochi Thorell, 1872 a seguito di un lavoro di Wunderlich (1995F).
- Xysticus obtusfurcus Tang & Song, 1988; posto in sinonimia con X. soldatovi Utochkin, 1968 a seguito di un lavoro di Logunov & Marusik (1994b).
- Xysticus orientalis Nosek, 1905; posto in sinonimia con X. laetus Thorell, 1875 a seguito di un lavoro di Logunov del 2006, ma contra un analogo studio di Wunderlich (1995F) condotto su questi esemplari quando erano attribuiti all'ex-genere Psammitis.
- Xysticus oromii Schmidt, 1975; posto in sinonimia con X. squalidus Simon, 1883 a seguito di un lavoro di Wunderlich (1987a).
- Xysticus ovatus crassihamatus Denis, 1951; posto in sinonimia con X. ovatus Simon, 1876 a seguito di un lavoro di Bosmans & Jacobs del 1985.
- Xysticus pelini Karol, 1968; posto in sinonimia con X. thessalicus Simon, 1916 a seguito di un lavoro di Wunderlich (1995F).
- Xysticus pentagonius Seyfulina & Mikhailov, 2004; posto in sinonimia con X. davidi Schenkel, 1963 a seguito di uno studio di Marusik & Omelko (2014a).
- Xysticus piceanus Hu & Wu, 1989; posto in sinonimia con X. dzhungaricus Tyschchenko, 1965 a seguito di uno studio di Marusik del 1992.
- Xysticus pseudobifasciatus Schenkel, 1936; posto in sinonimia con X. ephippiatus Simon, 1880 a seguito di un lavoro di Marusik (1989b).
- Xysticus quinquepunctatus Keyserling, 1880; posto in sinonimia con X. cunctator Thorell, 1877 a seguito di uno studio di Schick del 1965.
- Xysticus schenkeli Marusik, 1989; posto in sinonimia con X. pseudobliteus (Simon, 1880); si tratta comunque di una denominazione per Xysticus bonneti Schenkel, precedentemente occupata da Denis, 1938, ma ulteriormente sinonimizzata da Ozyptila pseudoblitea Song & Hubert, 1983.
- Xysticus sebastianus Strand, 1911; posto in sinonimia con X. verneaui Simon, 1883 a seguito di uno studio di Wunderlich (1992a).

### Omonimi
- Xysticus bicolor (Keyserling, 1884): esemplari in omonimia con X. bicolor L. Koch, 1867; cambiata denominazione in X. alboniger[1]
- Xysticus laticeps Schenkel, 1963: esemplari in omonimia con X. laticeps Bryant, 1933; cambiata denominazione in X. gobiensis
- Xysticus obscurus Hu & Wu, 1989: esemplari in omonimia con X. obscurus Collett, 1877; cambiata denominazione in X. hui
- Xysticus obscurus (Keyserling, 1880): esemplari in omonimia con X. obscurus Collett, 1877; cambiata denominazione in X. ellipticus

### Nomina dubia
- Xysticus absconditus (Menge, 1876); esemplari meschili e femminili, reperiti in Germania e originariamente ascritti all'ex-genere Psammitis, trasferiti qui a seguito di un lavoro di Simon del 1932. Un successivo lavoro degli aracnologi Prószynski & Starega del 1971 li considera nomina dubia[1].
- Xysticus aequalis Franganillo, 1926b; esemplare femminile, rinvenuto in Spagna, a seguito di uno studio dell'aracnologo Urones del 1996 è da ritenersi nomen dubium.
- Xysticus cetrariae Dönitz & Strand, in Bösenberg & Strand, 1906; esemplare maschile, rinvenuto in Giappone, a seguito di un lavoro dell'aracnologo Ono (1988c), è da ritenersi nomen dubium.
- Xysticus maculosus (Walckenaer, 1837); originariamente ascritto al genere Thomisus, trasferito qui da un lavoro di Simon del 1864. A seguito di uno studio di Roewer (1955c), è da ritenersi nomen dubium.
- Xysticus mojensis Strand, 1907k; esemplare femminile, rinvenuto in Giappone, a seguito di un lavoro dell'aracnologo Ono (1988c), è da ritenersi nomen dubium.
- Xysticus pigerius Mello-Leitão, 1929d; esemplari reperiti negli USA, inizialmente hanno cambiato nome da Thomisus piger Hentz, 1847 in quanto questa denominazione era già occupata da Thomisus piger Walckenaer, 1802; poi trasferiti qui da un lavoro di Banks del 1910, e, a seguito di uno studio di Roewer (1955c) sono da considerarsi nomina dubia
- Xysticus umbratilis (Blackwall, 1852b); esemplari reperiti in Svizzera e originariamente ascritti al genere Thomisus, sono stati trasferiti qui a seguito di un lavoro di Pavesi del 1875. Una successiva pubblicazione di Lessert (1910b) li ritiene nomina dubia.
- Xysticus varius (O. Pickard-Cambridge, 1872a); esemplari maschili e femminili reperiti in Israele originariamente ascritti al genere Thomisus, trasferito qui da Simon (1875a). A seguito di uno studio di Levy del 1976, sono da ritenersi nomina dubia.

### Nomina nuda
- Xysticus pulcher Franganillo, 1920; a seguito di un lavoro dell'aracnologo Urones del 1996, è da ritenersi nomen nudum[1].
- Xysticus trizonatus Kishida, in Annen, 1941; a seguito di uno studio dell'aracnologo Brignoli (1983c), è da ritenersi nomen nudum[1].

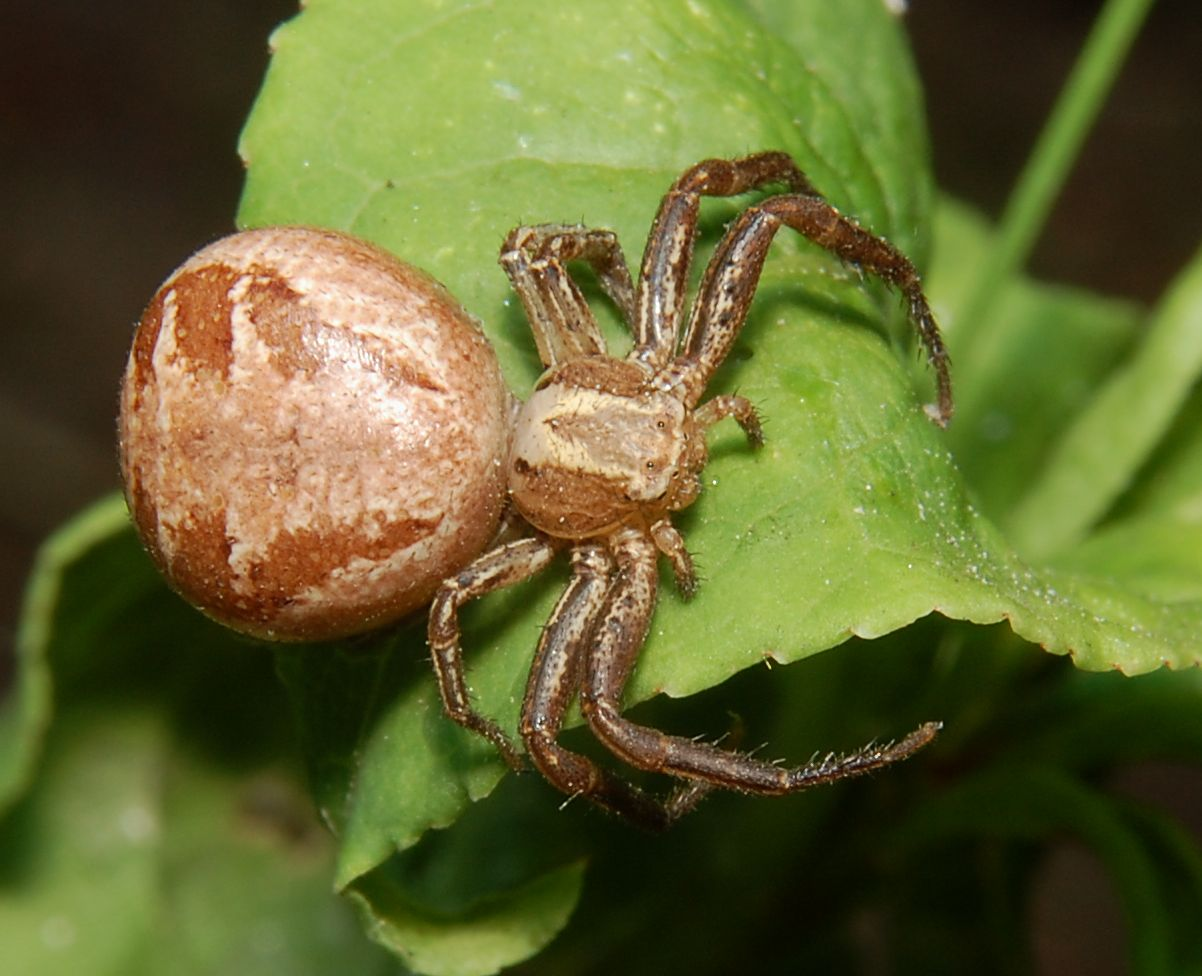
Xysticus audax, femmina
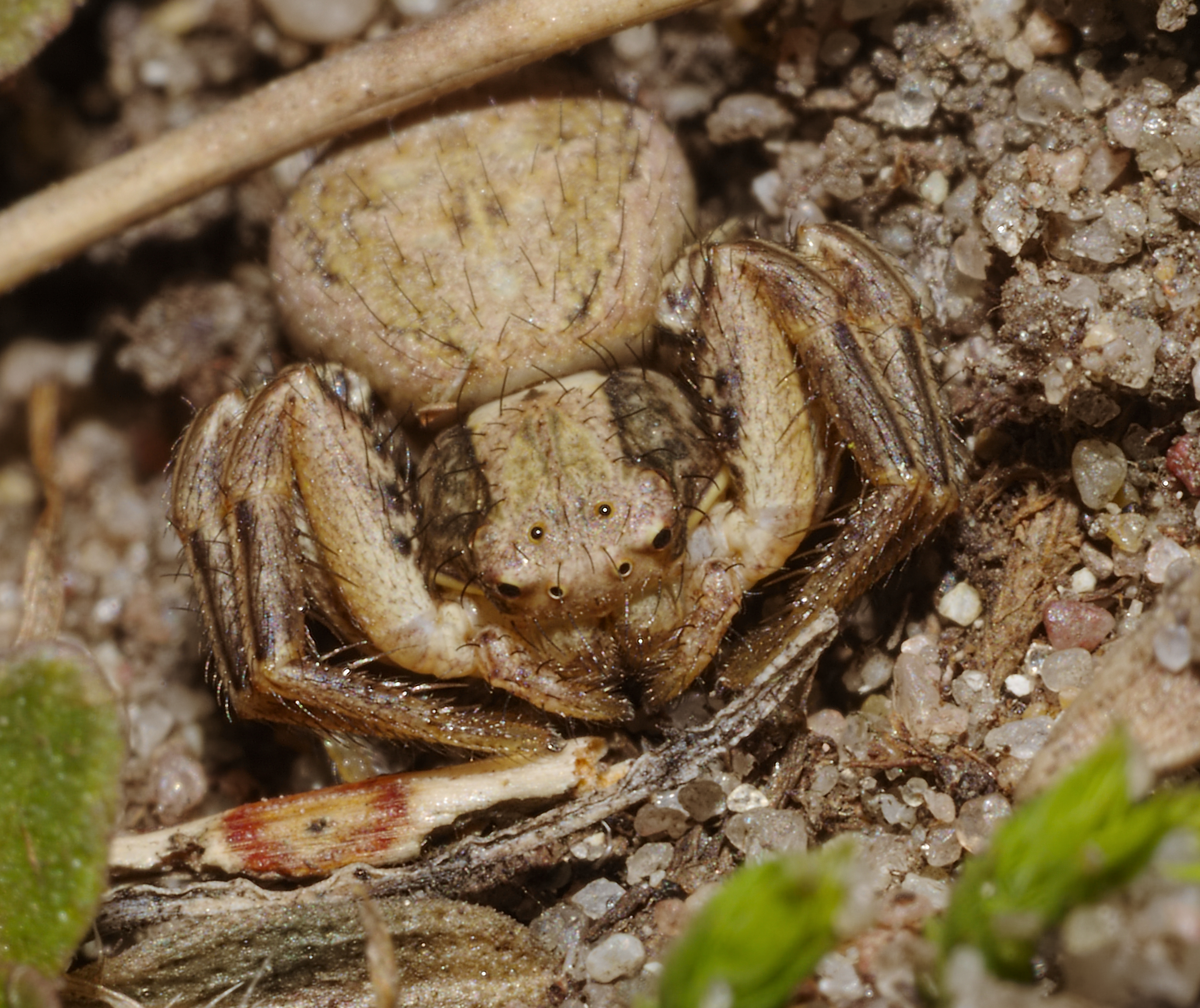
Xysticus bifasciatus che ha predato un'ape (Apis mellifera) ed è contornato da ditteri cleptoparassiti (Desmometopa m-nigrum)
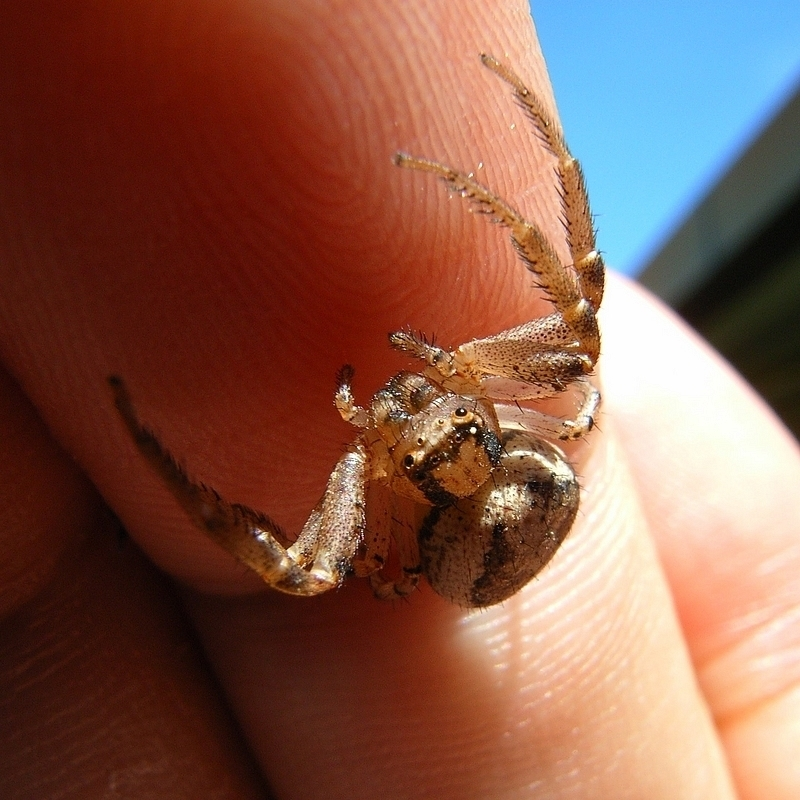
Xysticus cristatus
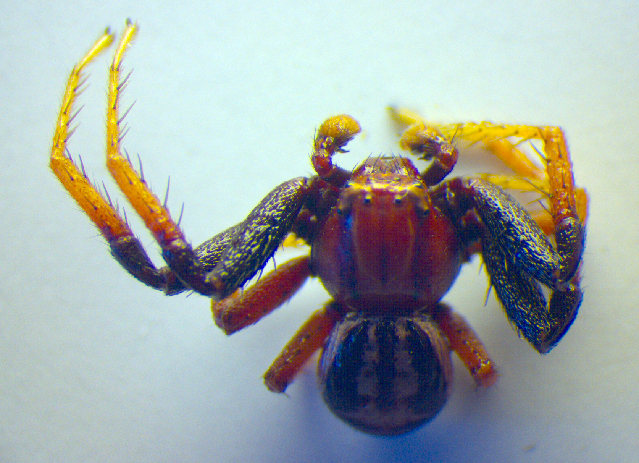
Xysticus croceus
- Xysticus erraticus
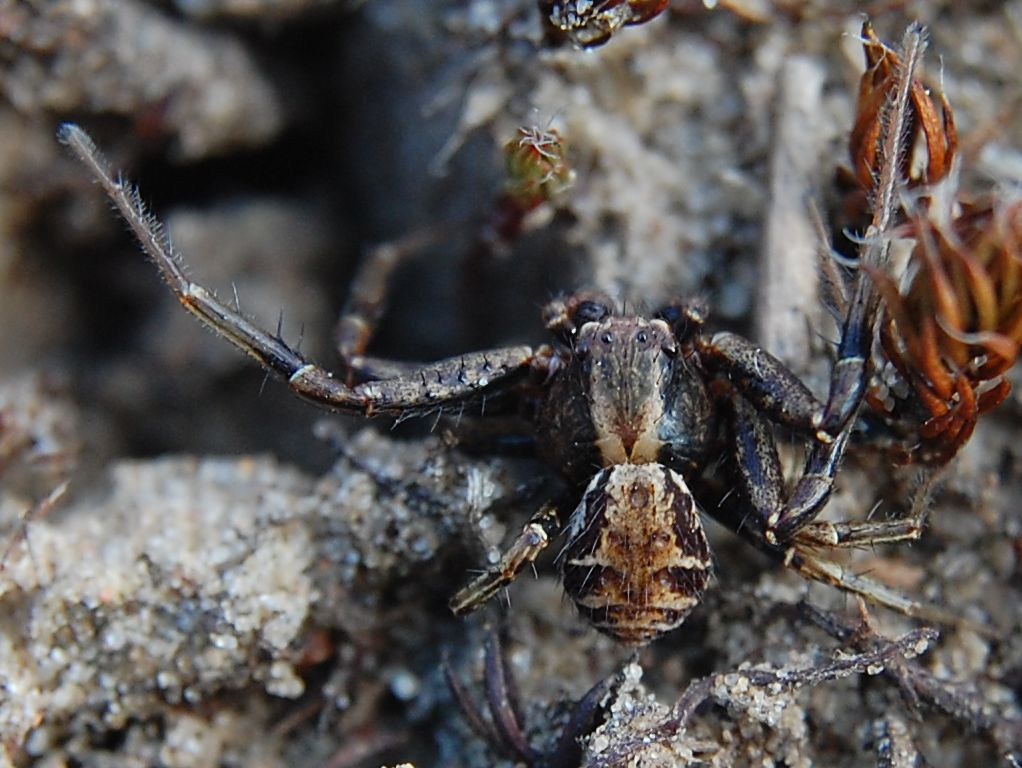
Xysticus kochi, maschio
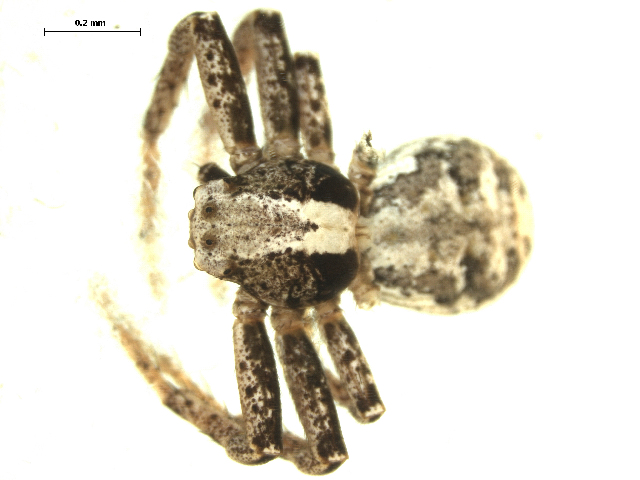
Xysticus labradorensis
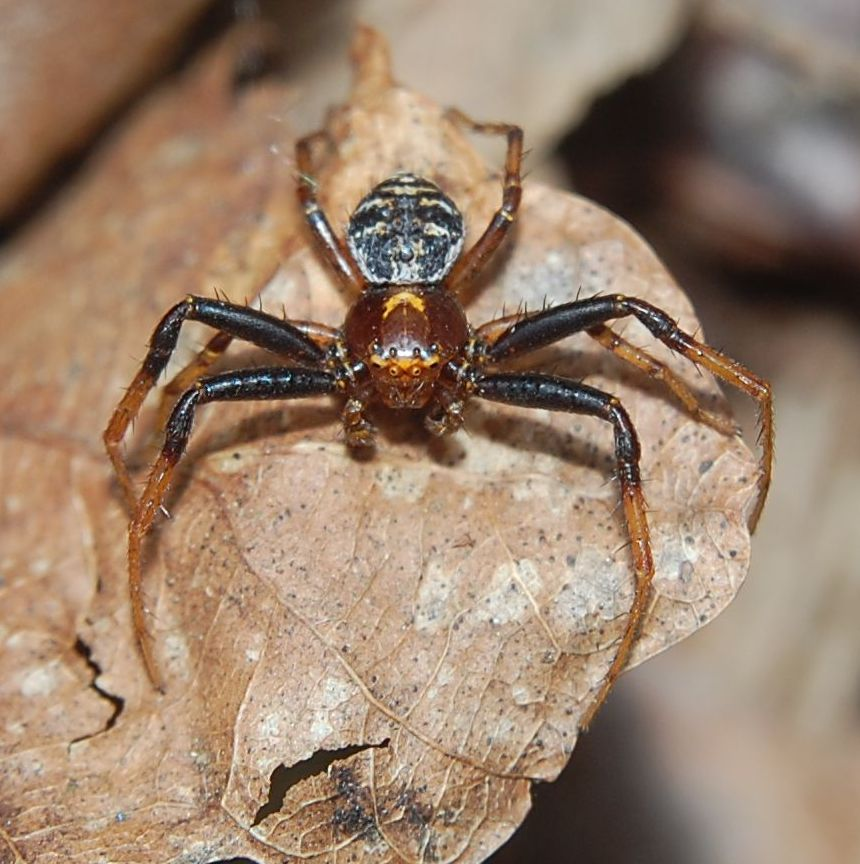
Xysticus lanio
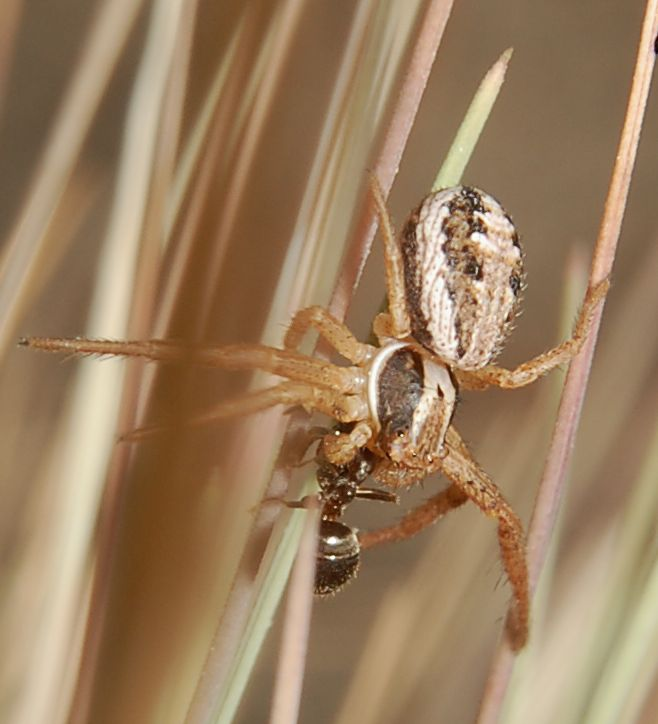
Xysticus ninnii, maschio
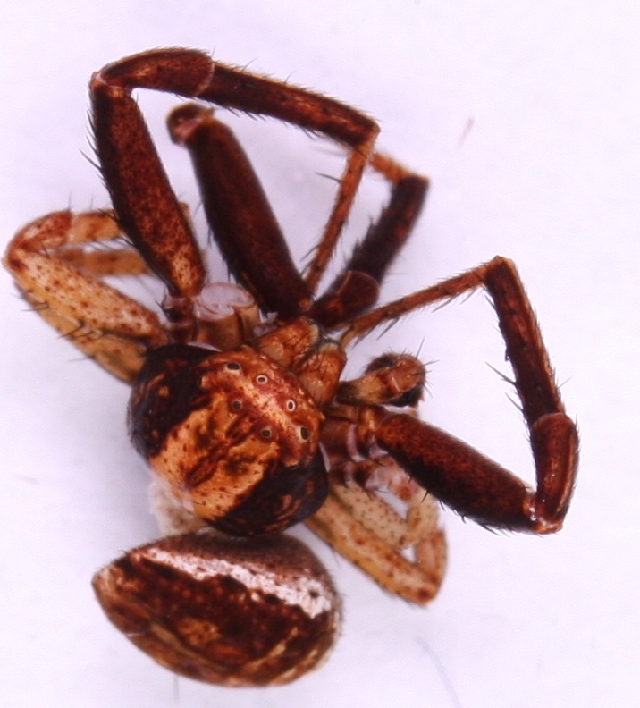
Xysticus obscurus
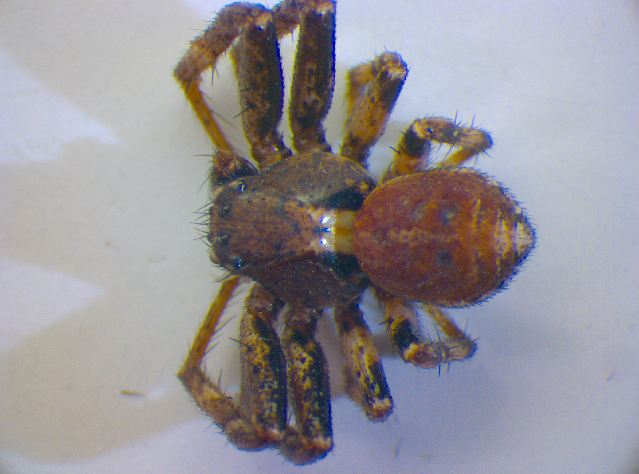
Xysticus sabulosus
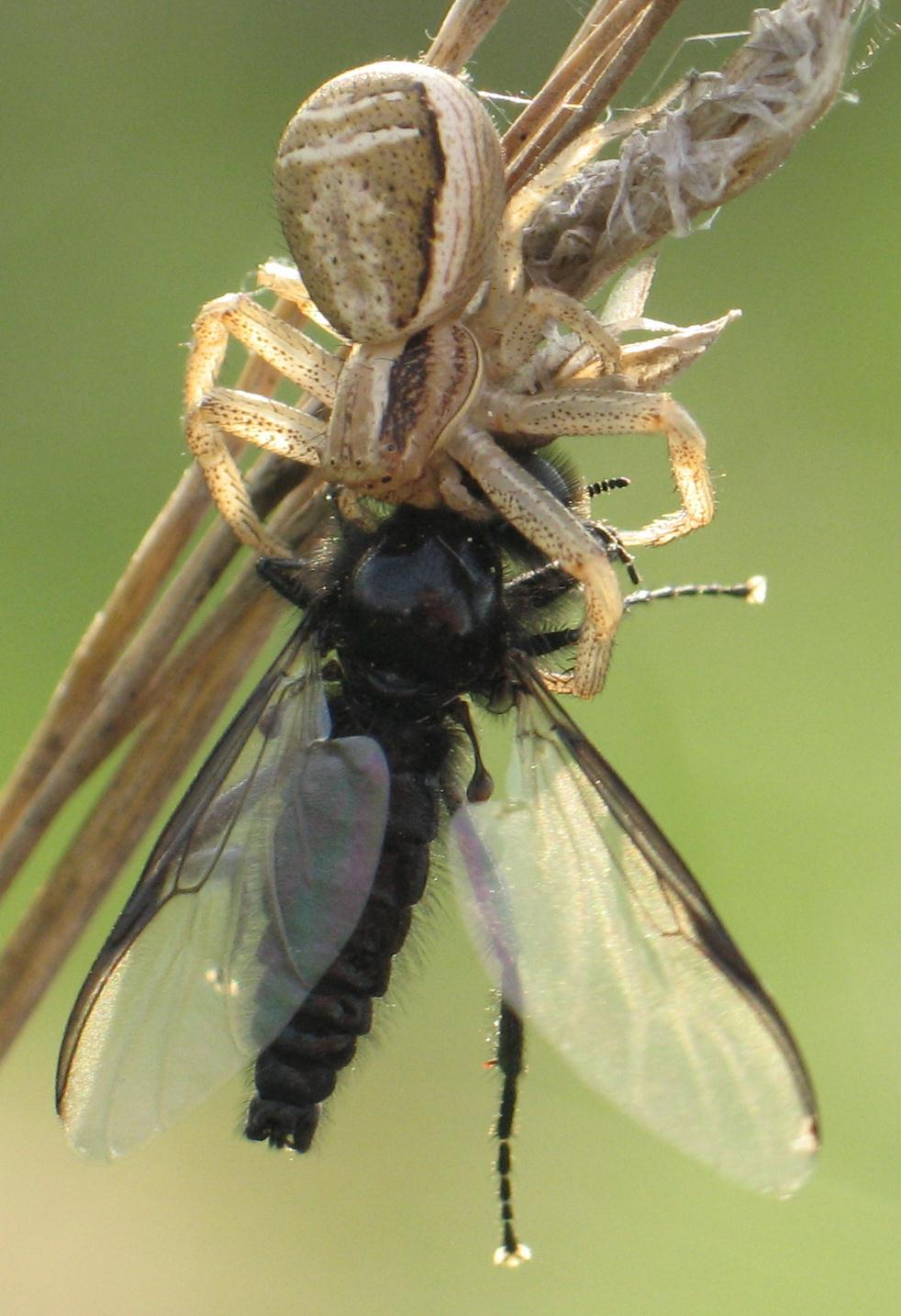
Xysticus ulmi, ha predato il dittero nematocero Bibio marci